# Belisario (ratón)

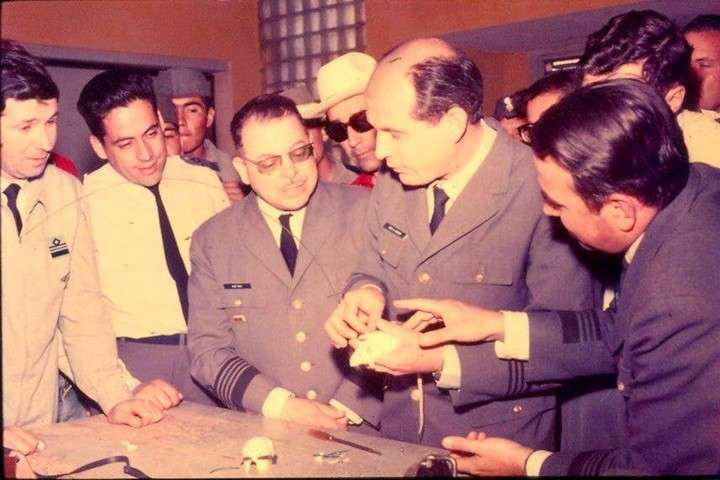
El ingeniero Aldo Zeoli anuncia el experimento a la prensa.

El ratón Belisario (1966-1969) fue el primer ser vivo argentino en ser lanzado en un cohete, en el marco del Proyecto BIO de la Comisión Nacional de Investigaciones Espaciales.

## Historia
Belisario nació en el Instituto de Biología Celular de la Universidad de Córdoba, con un peso de 170 gramos. Fue seleccionado entre varias ratas del laboratorio por ser la que más rápidamente se adaptó al uso del arnés y del chaleco. El lanzamiento se hizo el 11 de abril de 1967, a las 10 de la mañana, desde la Escuela Aerotransportada de Córdoba. Belisario iba en una cápsula acoplada a un cohete Yarará.
El experimento estuvo a cargo del ingeniero aeronáutico Aldo Zeoli, el vicecomodoro Cáceres, el comandante Hugo Niotti, el comandante Cueto y Ernesto Abril. Los aspectos biológicos fueron responsabilidad del Dr. Hugo Crespín.
El cohete alcanzó una aceleración inicial de 20 G y una altura de solo 2300 metros, abriéndose el paracaídas a los 28 segundos de vuelo. Los vientos llevaron la cápsula fuera de los límites de la pista por lo que debió ser rastreada desde un helicóptero y recién cincuenta minutos más tarde, el ratón fue rescatado sano y salvo, aunque muy nervioso y con un peso de 8 gramos menos. Durante el vuelo se registraron sus datos de respiración y cardíacos y también las temperaturas internas y externas.
Belisario siguió viviendo en el Instituto de Biología Celular donde había nacido y fue padre de numerosas ratitas, que no tuvieron alteración alguna.

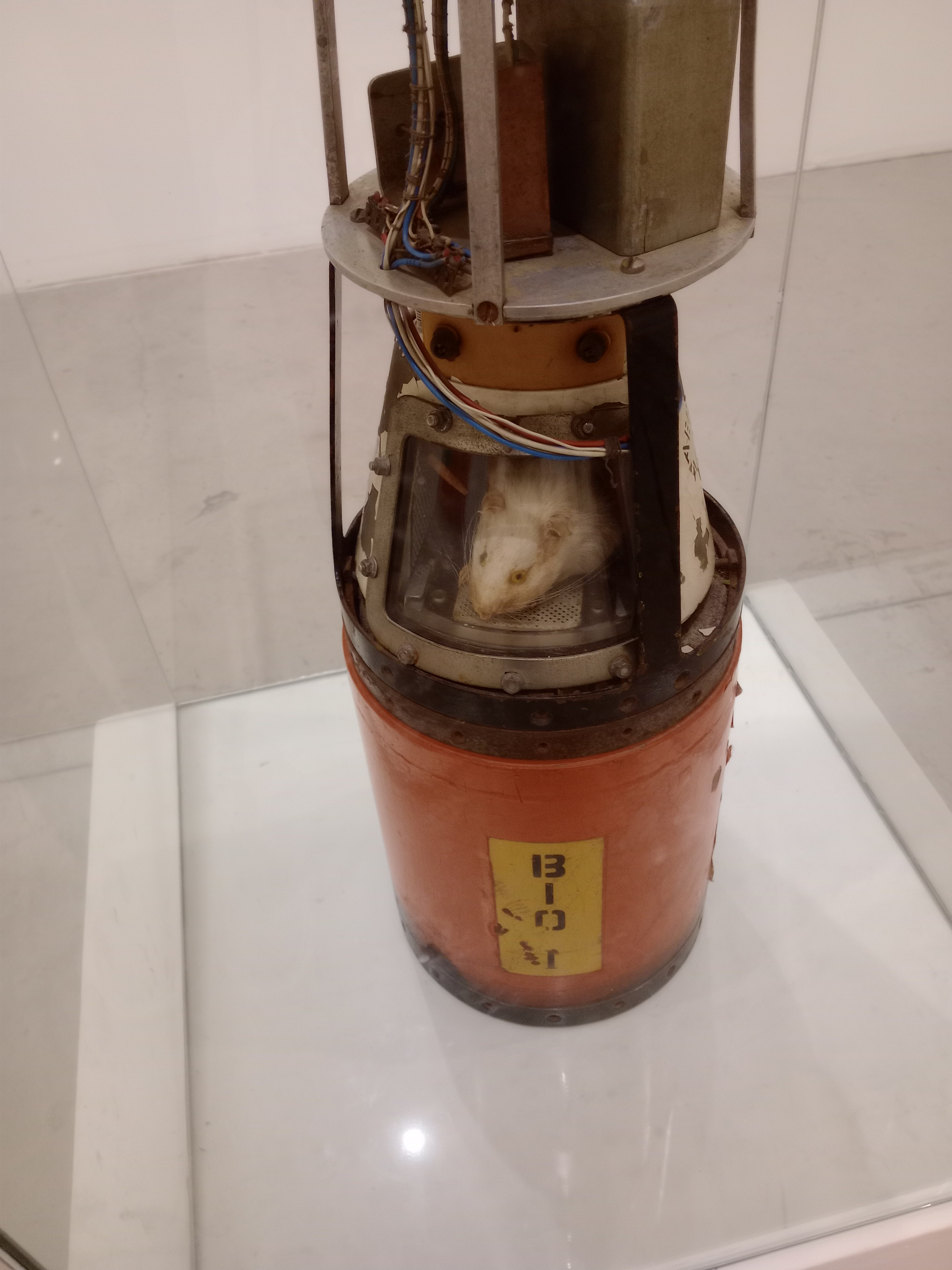
Belisario dentro del cohete sonda Orión